# Martinus Dogma Situmorang
Martinus Dogma Situmorang OFMCap (Palipi, Indonésia, 28 de março de 1946 - Bandung, 19 de novembro de 2019) foi um ministro indonésio e bispo católico romano de Padang.
Martinus Dogma Situmorang entrou na ordem capuchinha e recebeu o sacramento da ordenação sacerdotal em 5 de janeiro de 1974. Estudou filosofia e teologia no seminário de Pematang Siantar e na Pontifícia Universidade Gregoriana de Roma (1974-1976). Depois de se formar em novembro de 1979, o padre Martinus tornou-se reitor do Seminário Pematang Siantar High (1979–1983).
Em 17 de março de 1983, o Papa João Paulo II o nomeou Bispo de Padang. O arcebispo de Medan, Alfred Gonti Pius Datubara OFMCap, consagrou-o bispo em 11 de junho do mesmo ano; Co-consagradores foram o Bispo Emérito de Padang, Raimundo Cesare Bergamin SX, e o Bispo de Sibolga, Anicetus Bongsu Antonius Sinaga OFMCap. Seu lema episcopal era "Fides per Caritatem Operatur" (obras de fé através do amor).
Martinus Dogma Situmorang foi Presidente da Conferência Episcopal da Indonésia nos períodos 2006-2009 e 2009-2012.